# The Juan MacLean

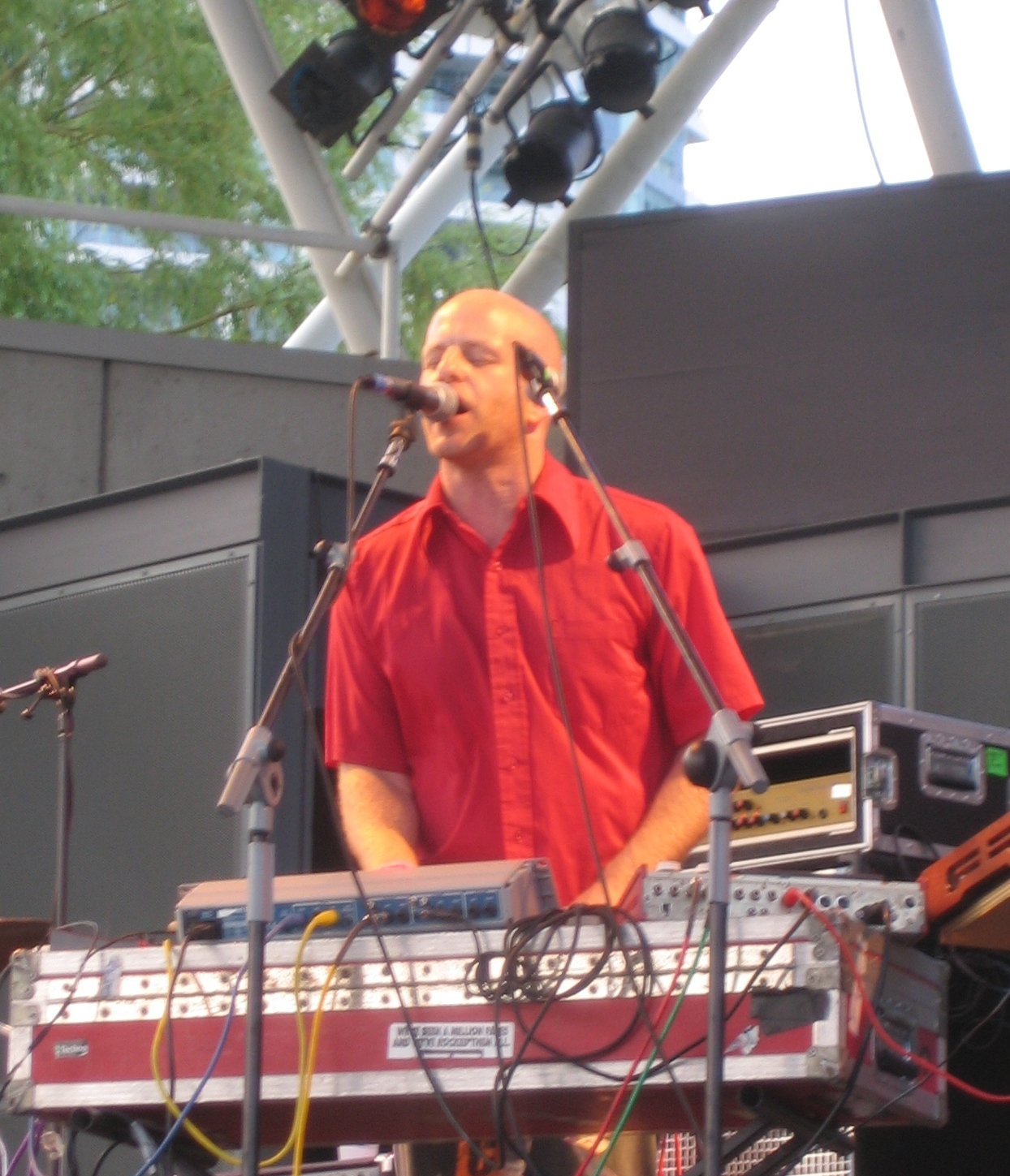
The Juan MacLean

The Juan MacLean (bürgerlich John MacLean) ist ein US-amerikanischer Musiker, dessen Musik sich größtenteils in die Genres Dance Punk und Electronic einordnen lässt.

## Geschichte
MacLean war Gitarrist der Indie-Band Six Finger Satellite, die sich aber wegen interner Schwierigkeiten bald trennte; MacLean fing daraufhin an, in seinem eigenen Studio in Providence, Rhode Island zu produzieren. Kurz bevor sich die Band endgültig auflöste, wurde James Murphy (LCD Soundsystem) Mitglied, der ihn später mit seinem Label Death from Above Records (später DFA Records) unter Vertrag nehmen sollte.
Nachdem sich Six Fingers Satellite aufgelöst hatte, unterrichtete MacLean an der University of Rhode Island Englisch, bevor er schließlich von James Murphy zur Rückkehr in die Musik überredet werden konnte.
2005 veröffentlichte MacLean sein erstes Album Less than Human. Im Herbst 2006 nahm er an der The DFA Remixes Chapter 2 Promotion Tour teil.
Momentan arbeitet MacLean an seinem zweiten Studioalbum.

## Diskografie

### Alben
- Less Than Human – 9. August 2005
- Visitations – 12. Juni 2006, nur im Internet erhältliches Remixalbum
- The Future Will Come – 2009
- DJ-Kicks – 2010
- Everybody Get Close – 2011, nur im Internet erhältlich
- In a Dream – 2014, erschienen am 26. September 2014

### EPs
- Der Half-Machine – 2005, 10"

### Singles
- By The Time I Get To Venus – 2002
- You Can’t Have It Both Ways – 2002
- Give Me Every Little Thing – 2003, Doppelsingle mit The Rapture – Killing
- Tito’s Way – 2005
- Love Is In The Air – 2006